# Buxus crassifolia
Buxus crassifolia är en buxbomsväxtart som först beskrevs av Britt., och fick sitt nu gällande namn av Ignatz Urban. Buxus crassifolia ingår i släktet buxbomar, och familjen buxbomsväxter. Utöver nominatformen finns också underarten B. c. oblongata.